# Gora Sredinnaja
Gora Sredinnaja (Transkription von russisch Гора Срединная ‚Mittlerer Berg‘) ist ein Nunatak im ostantarktischen Mac-Robertson-Land. Er ist der westlichste dreier in ost-westlicher Ausrichtung benachbarter Nunatakker in den Amery Peaks der Aramis Range in den Prince Charles Mountains und ragt unmittelbar nordöstlich des Mount McKenzie auf. Die beiden anderen Nunatakker sind Gora Razvilka und Gora Nedostupnaja.
Russische Wissenschaftler benannten ihn.